# NGC 161
NGC 161 là một thiên hà dạng thấu kính trong chòm sao Kình Ngư. Nó được phát hiện vào ngày 21 tháng 11 năm 1886, bởi Lewis A. Swift.